# Garidech
Garidech (okzitanisch: Garidèit) ist eine französische Gemeinde mit 1.899 Einwohnern (Stand: 1. Januar 2022) im Département Haute-Garonne in der Region Okzitanien. Sie gehört zum Arrondissement Toulouse und zum Kanton Pechbonnieu. Die Einwohner werden Garidéchois(es) genannt.

## Geographie
Garidech liegt etwa 14 Kilometer nordöstlich von Toulouse. Der Girou begrenzt die Gemeinde im Süden. Umgeben wird Garidech von den Nachbargemeinden Paulhac im Norden, Montastruc-la-Conseillère im Nordosten und Osten, Gragnague im Südosten, Castelmaurou im Süden und Westen sowie Bazus im Westen und Nordwesten.
Am östlichen Rand der Gemeinde führt die Autoroute A68 entlang. Durch die Gemeinde verläuft die frühere Route nationale 88 (heutige D888).

## Geschichte
Im Gemeindegebiet befand sich seit 1134 eine Kommende des Johanniterordens, später des Malteserordens.

### Bevölkerungsentwicklung
| Jahr                       | 1962 | 1968 | 1975 | 1982 | 1990 | 1999 | 2011 | 2020 |
| Einwohner                  | 331  | 318  | 380  | 520  | 698  | 954  | 1610 | 1918 |
| Quellen: Cassini und INSEE |      |      |      |      |      |      |      |      |

## Sehenswürdigkeiten
- Kirche Saint-Jean-Baptiste aus dem 15. Jahrhundert, Monument historique

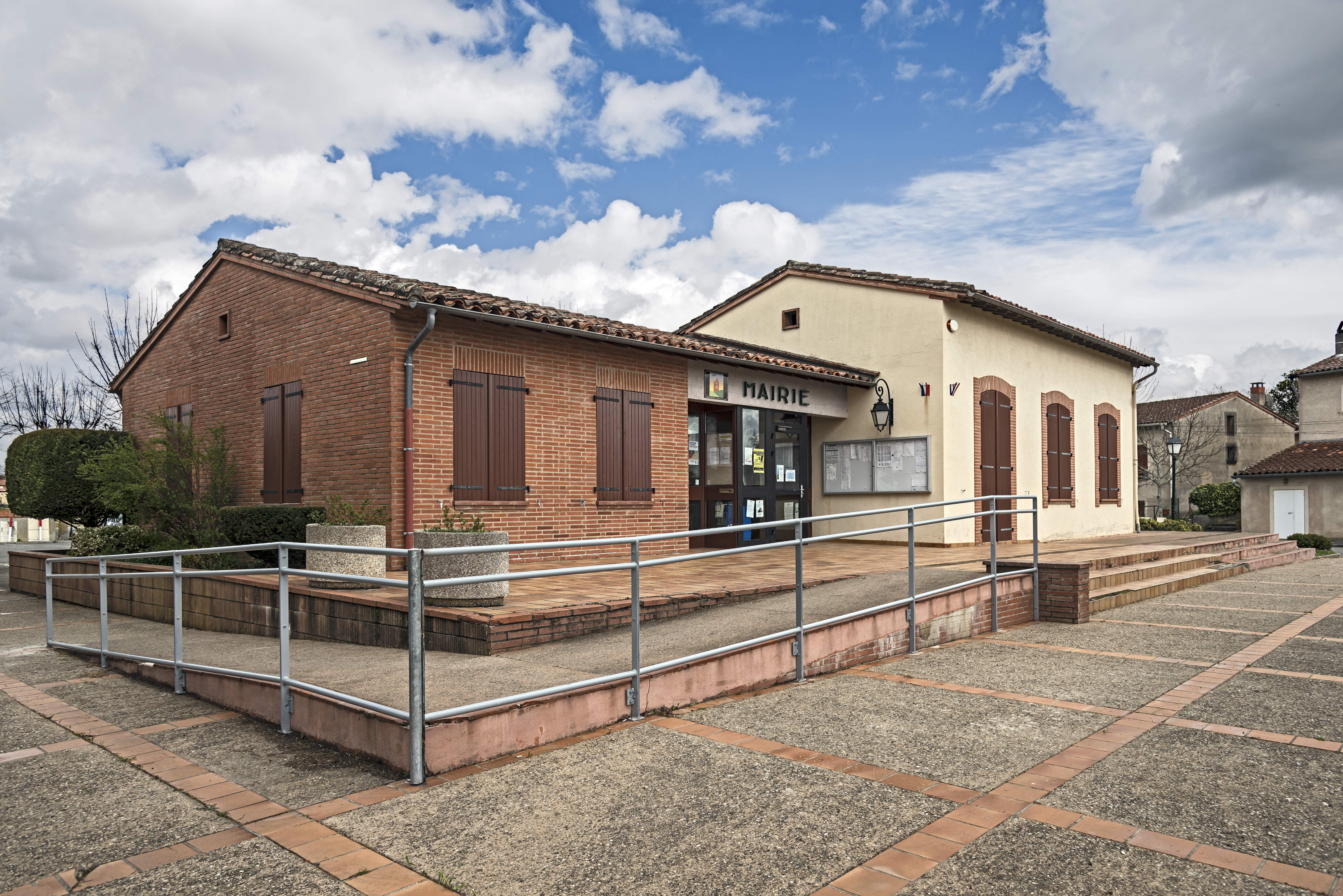
Rathaus
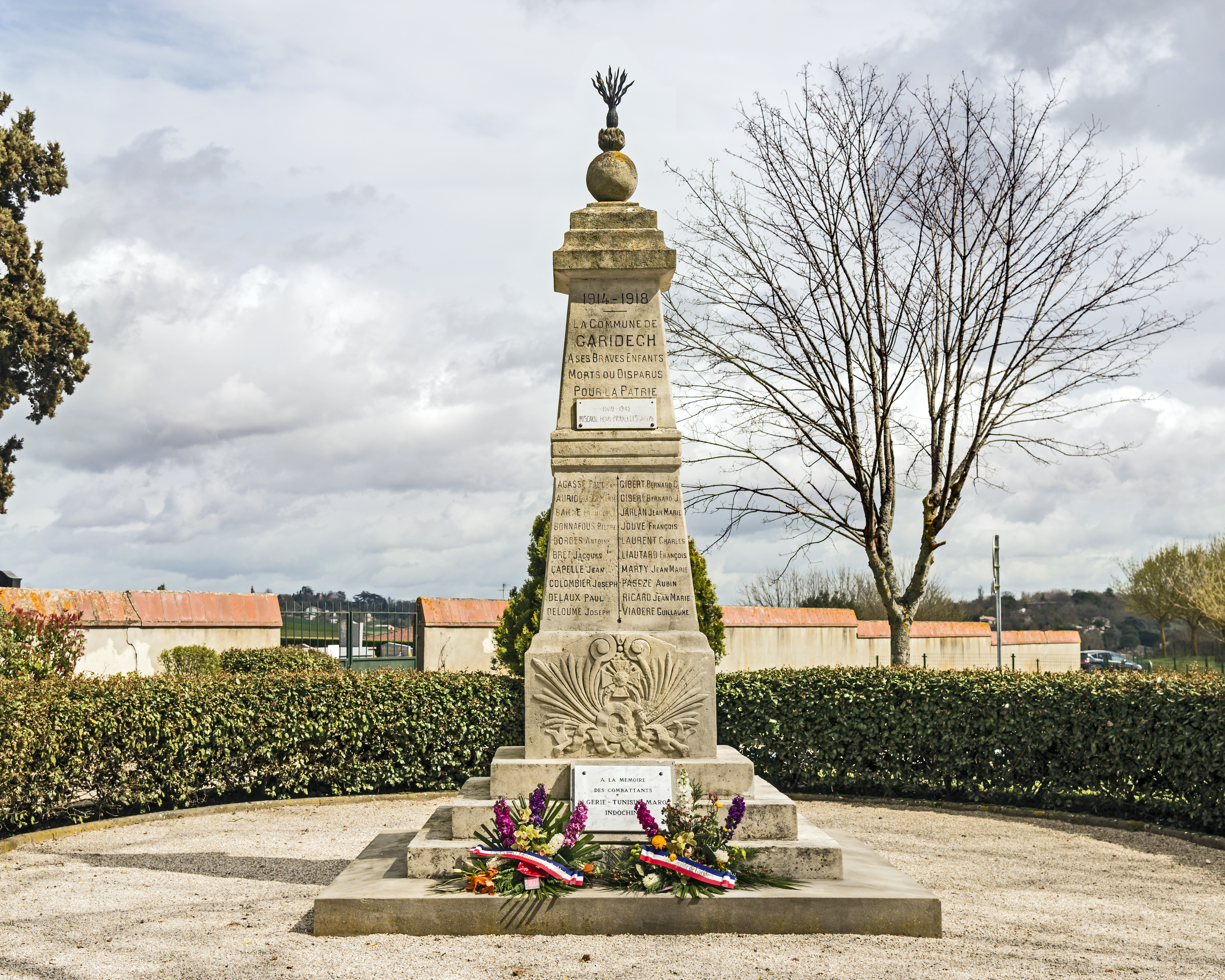
Gefallenendenkmal
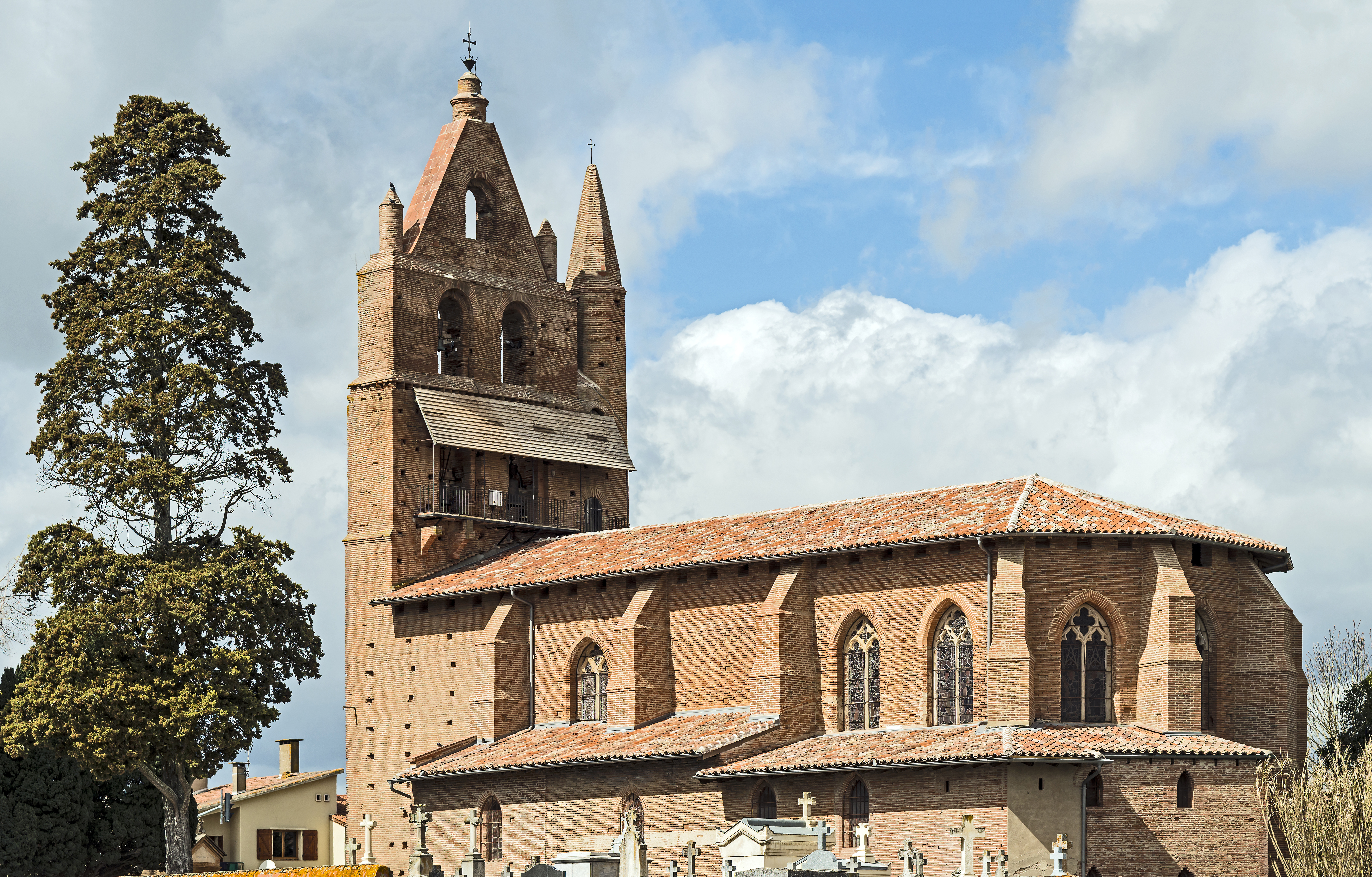
Kirche Saint-Jean-Baptiste
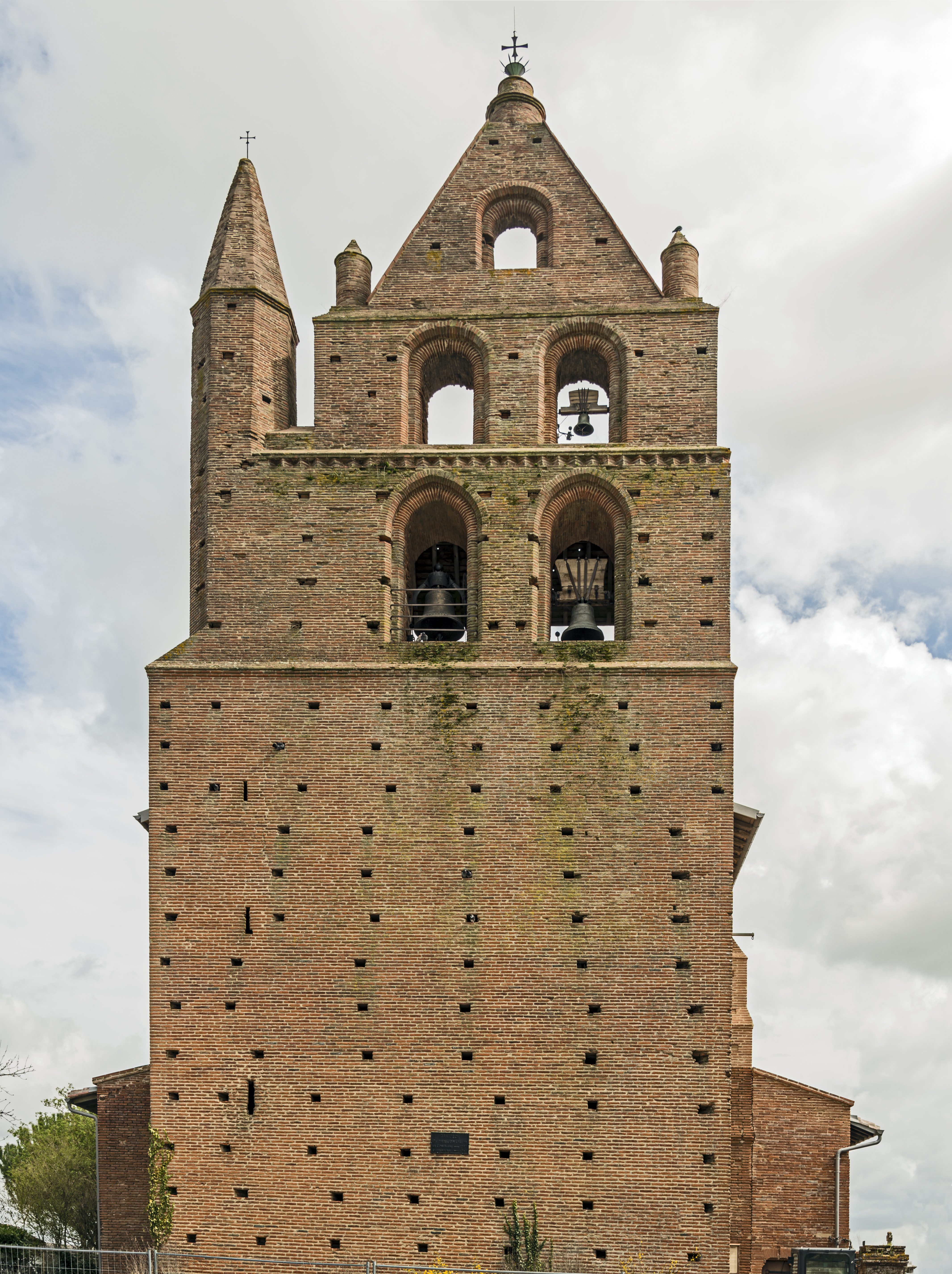
Kirche Saint-Jean-Baptiste
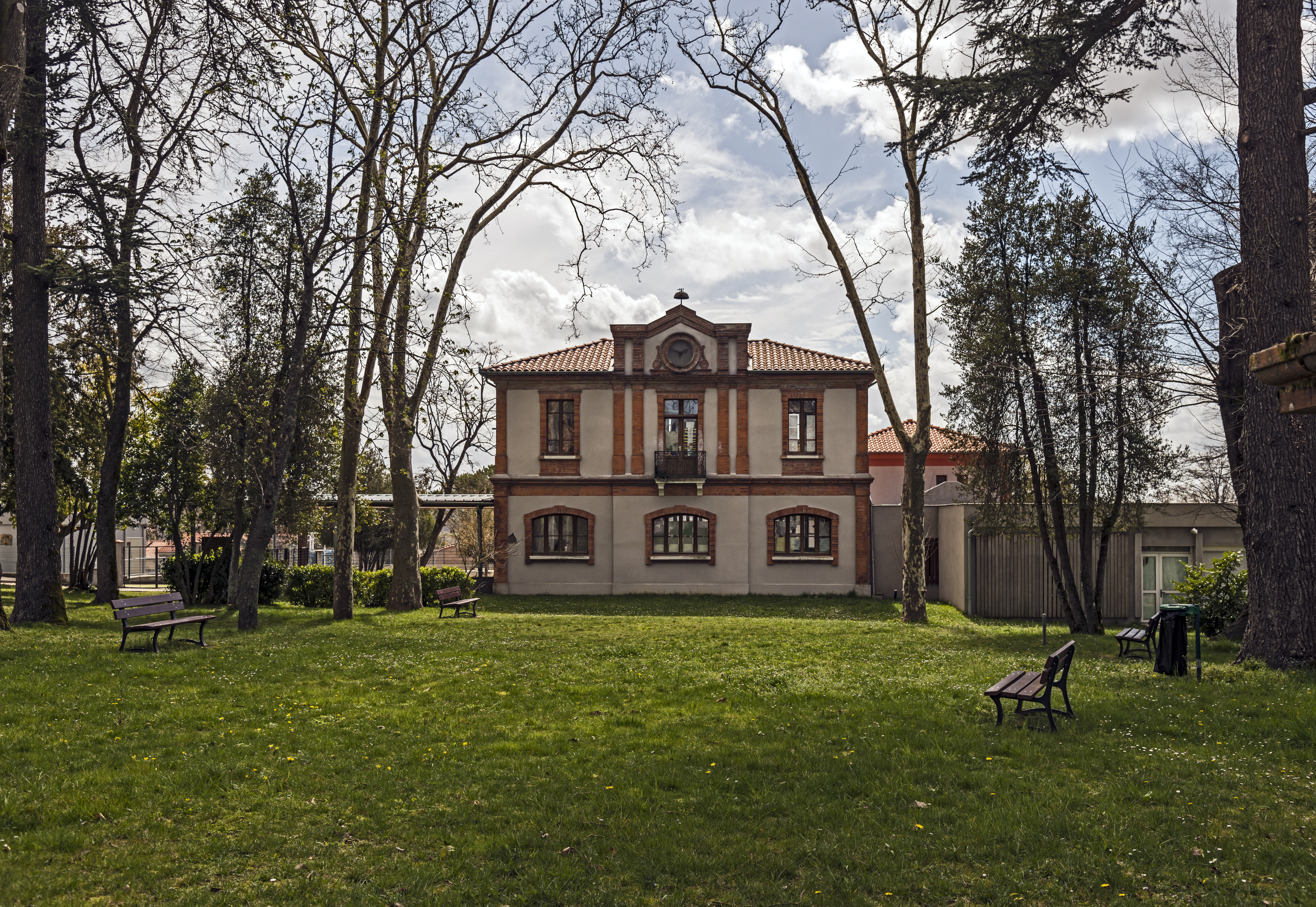
Schule